# Saizenay
Saizenay é uma comuna francesa na região administrativa de Borgonha-Franco-Condado, no departamento de Jura. Estende-se por uma área de 4,88 km². Em 2010 a comuna tinha 96 habitantes (densidade: 19,7 hab./km²).